# Kuantan
Kuantan – miasto w Malezji, na wschodnim wybrzeżu Półwyspu Malajskiego, u ujścia rzeki Kuantan do Morza Południowochińskiego, stolica stanu Pahang. Około 360,6 tys. mieszkańców (2013).